# 尹秦
尹秦（约1674年－约1756年），字西民，雲南臨安府蒙自縣人，清朝官員。 康熙二十九年（1690年）庚午科鄉試解元。康熙四十五年（1706年）掣選湖廣衡州府藍山縣知縣。偏沅巡撫趙申喬以「勤慎廉潔，實係有用之員」保題在案。康熙五十一年（1712年）奉旨行取。康熙五十一年正月內掣得戶部廣西司主事缺，該年三月到任。雍正三年（1725年）陞員外郎，旋陞雲南道監察御史。雍正五年（1727年）巡視臺灣，奉上諭辦理臺灣學政，未主持歲考，即以差滿回京。是首位名義上兼理臺灣學政的巡臺御史。在此之前，臺灣的學政是由臺灣道兼理。歷官兵科給事中、巡視北城，太僕寺少卿。「服官三十餘載，並無寸產」。歸里卒，年八十三。